# Юрченко, Евгений Александрович
Евгений Александрович Юрченко (род. 28 сентября 1985) — российский самбист, серебряный призёр чемпионатов России по боевому самбо 2009 и 2010 года, двукратный чемпион Европы, мастер спорта России.

## Спортивные результаты
- Чемпионат России по боевому самбо 2009 года — ;
- Чемпионат России по боевому самбо 2010 года — ;